# Silnice D33
Silnice D33 (chorvatsky Državna cesta D33) je státní silnice v Chorvatsku. Je dlouhá 73,3 km a prochází Šibenicko-kninskou župou. Slouží především k silničnímu spojení měst Šibenik, Drniš a Knin s bosenskou hranicí.

## Průběh
Silnice D33 začíná na hranici s Bosnou a Hercegovinou, leží na ní hraniční přechod Strmica–Bosansko Grahovo. Navazuje na bosenskou silnici M14.2. Pokračuje na jihozápad do města Knin, z Kninu pak dále na jih do města Drniš. V Drniši se nachází most přes řeku Čikolu a výrazná serpentina, po níž silnice pokračuje dále na jihozápad. U vesnice Lozovac se stává rychlostní silnicí, nacházejí se na ní tunely Ploča a Dumbočica. Silnice končí u města Šibenik, kde se pomocí mimoúrovňové křižovatky napojuje na silnici D8.

## Sídla
Silnice prochází přes následující sídla: Strmica, Vrpolje, Kninsko Polje, Knin, Vrbnik, Zvjerinac, Uzdolje, Tepljuh, Siverić, Badanj, Drniš, Konjevrate, Lozovac, Dubrava kod Šibenika a Šibenik.